# 市道127号
市道127号（しどう127ごう）は、台湾の台中市大雅区から同市霧峰区を結ぶ、全長25.294kmの市道である。2013年（民国102年）以前は県道127号と称した。

## 通過する自治体
- 台中市
  - 大雅区
  - 西屯区
  - 南屯区
  - 烏日区
  - 霧峰区

## 接続する道路
- 台1乙線
- 台12線
- 市道136号
- 台3線

## 施設
- 僑光技術学院
- 烏日駅（台中捷運緑線）